# Kristin Samuelsson

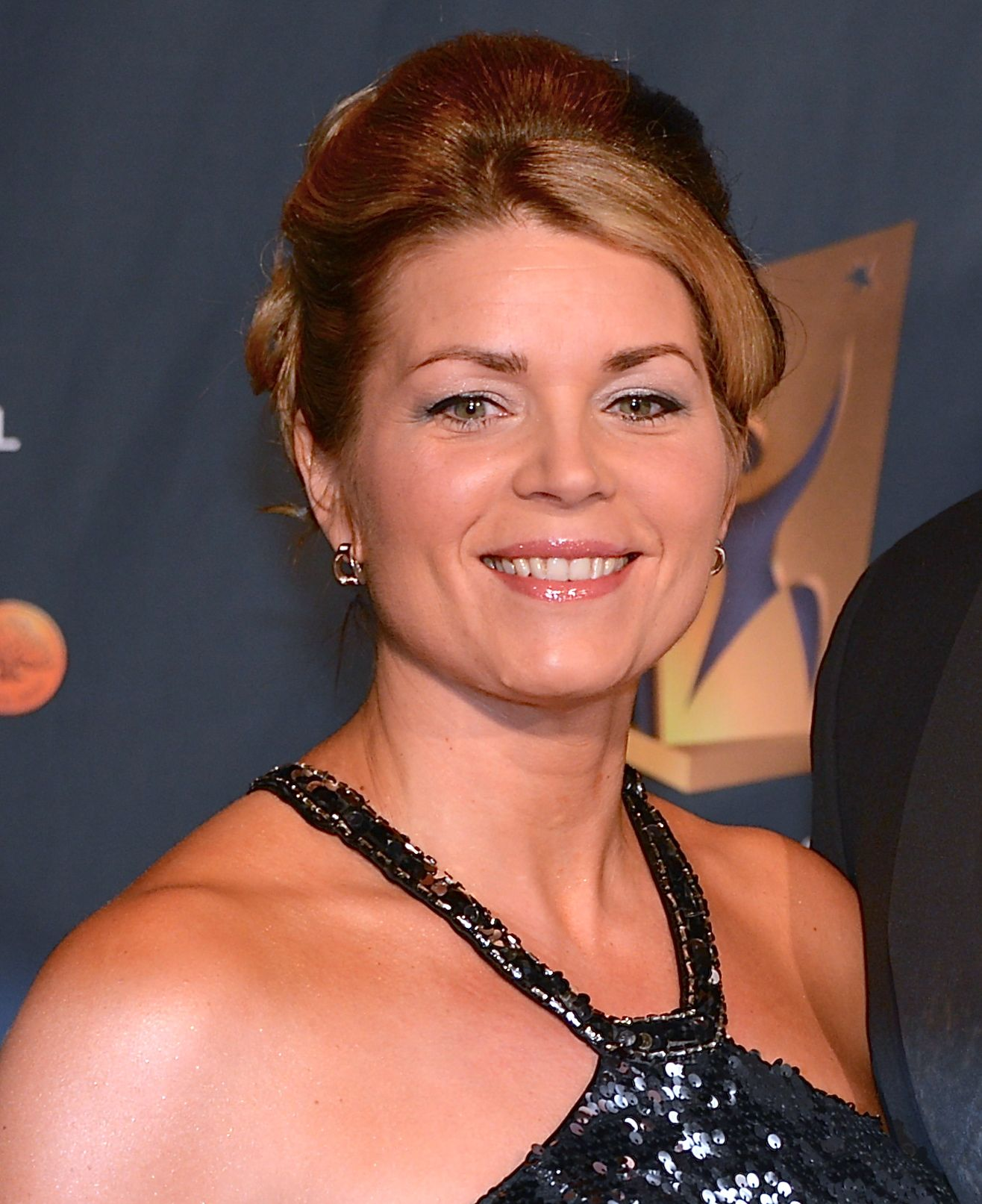
Kristin Samuelsson på Idrottsgalan på Globen i Stockholm den 14 januari 2013.

Kristin Samuelsson, född 1972, är en svensk "strong woman" som vid två tillfällen har vunnit tävlingen Sveriges starkaste kvinna, 1997 och 1998. År 1998 tävlade hon i Europe's Strongest Woman i Tyskland. 
Hon är gift med Magnus Samuelsson och de har två barn tillsammans, David och Sara. 
Samuelsson har även tävlat i Fångarna på Fortet i säsong 10 (då det bytte namn till Fortet) tillsammans med Armand Krajnc, Martin Lidberg och hennes man Magnus Samuelsson. Hon har också tävlat i Jakten på ökenguldet, 1999. 